# Mitsubishi Eclipse Cross
L'Eclipse Cross est un SUV compact  hybride produit par le constructeur automobile japonais Mitsubishi Motors depuis 2017. Il est dévoilé au salon de Genève 2017.

## Présentation
Il s'agit pour Mitsubishi de s'orienter vers le marché des SUV, ainsi que de l'annonce d'une nouvelle génération de produits, grâce à son rachat par Renault-Nissan. L'Eclipse Cross se place entre l'ASX et l'Outlander. Ses lignes sont inspirées du concept car XR-PHEV. 

### Phase 2
En 2021, Mitsubishi présente la version restylée de l'Eclipse Cross.

## Motorisations
L'Eclipse Cross est dotée d'une motorisation hybride essence rechargeable (PHEV) constituée d'un 4-cylindres 2,4 l à Cycle d'Atkinson de 98 ch associé à deux moteurs électriques positionnés sur les essieux, de 82 ch à l'avant et 95 ch à l'arrière, pour une puissance totale de 203 ch. Ceux-ci sont alimentés par une batterie lithium-ion de 13,8 kWh.

## Finitions

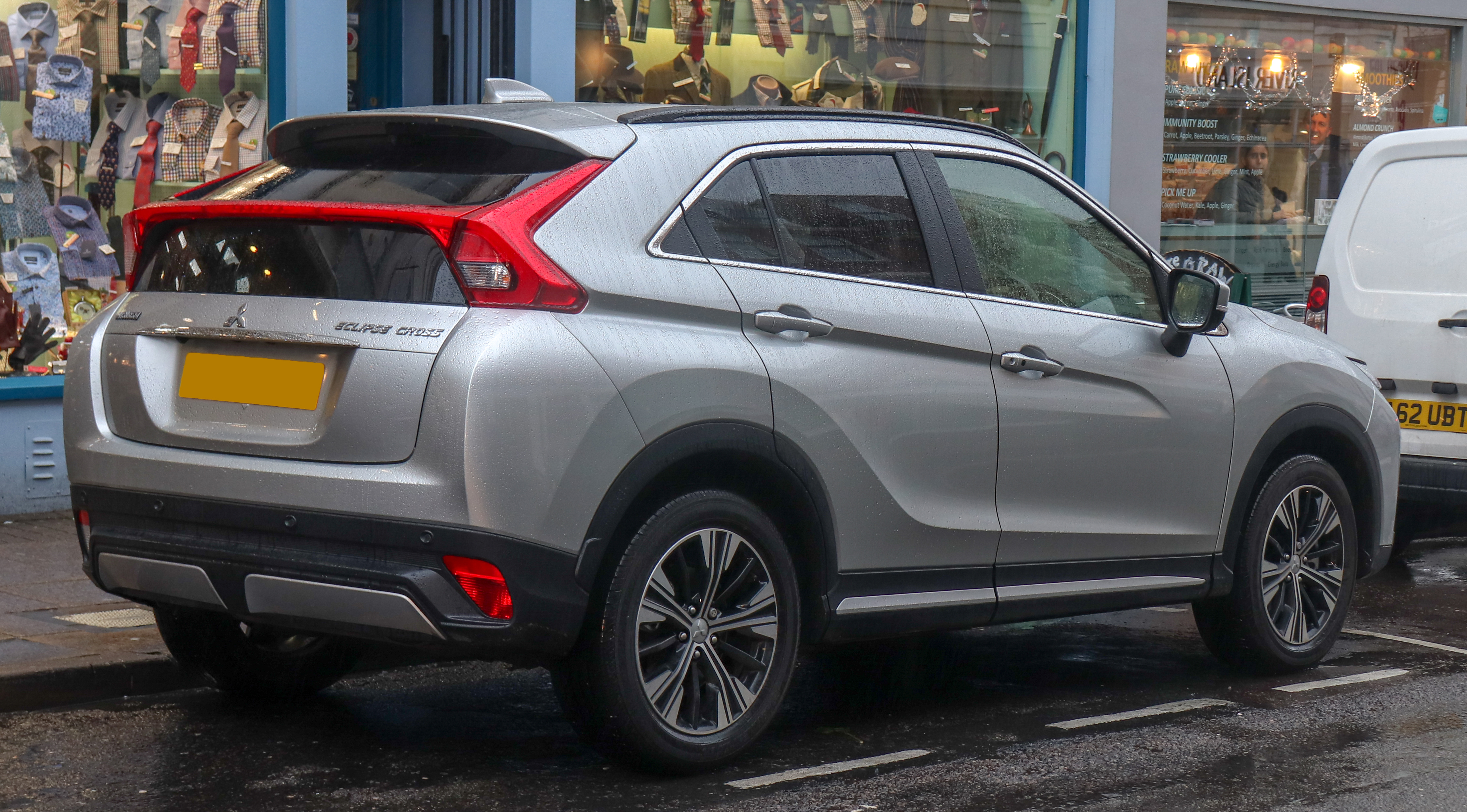
Mitsubishi Eclipse Cross phase 1

- Invite[3]
- Business
- Intense Design
- Instyle

### Série spéciale
- Black Collection[4]

## Concept car

### Mitsubishi eX concept
Le Mitsubishi eX concept est un concept car électrique créé par Mitsubishi Motors et dévoilé au salon international de l'automobile de Genève 2016. Il préfigure l'Eclipse Cross de 2017.